# Geschichte der Metaphysik
Die Geschichte der Metaphysik beschreibt die Entwicklung dieser Grunddisziplin der Philosophie seit der Antike.

## Metaphysik vor Immanuel Kant

### Antike
Bereits bei den Vorsokratikern scheint das zentrale Motiv der Metaphysik in der Frage auf, aus welchem Stoff oder Element alles besteht, d. h., schon am Beginn der Philosophie steht der Versuch, das Weltganze aus einem einzelnen, einigendem (Ur-)Prinzip (Arché) zu begreifen.
Parmenides gilt als der Begründer der Ontologie. Er verwendet zum ersten Mal den Begriff des Seienden in seiner abstrakten Form. Für ihn gibt es nur ein Seiendes, das vollständig, einheitlich und erkennbar ist. Denn etwas zu erkennen, heißt zugleich, dass es ist (DK 28 B 3). Nicht-Seiendes ist nicht, man kann es weder erkennen, noch davon sprechen (DK 28 B 2). Das Seiende ist ungeworden und unvergänglich. Vielheit, Veränderung und Bewegung der Seienden sind bloßer Schein; ihre Annahme beruht auf Irrtümern der Sterblichen, denen aber auch die Fähigkeit des Erkennens zuteil ist (DK 28 B 16). Parmenides hatte einen großen Einfluss auf den weiteren Fortgang der metaphysischen Diskussion. Seine Gedanken wirkten weiter über Platon, Aristoteles bis zur christlichen Theologie und Philosophie des Mittelalters.

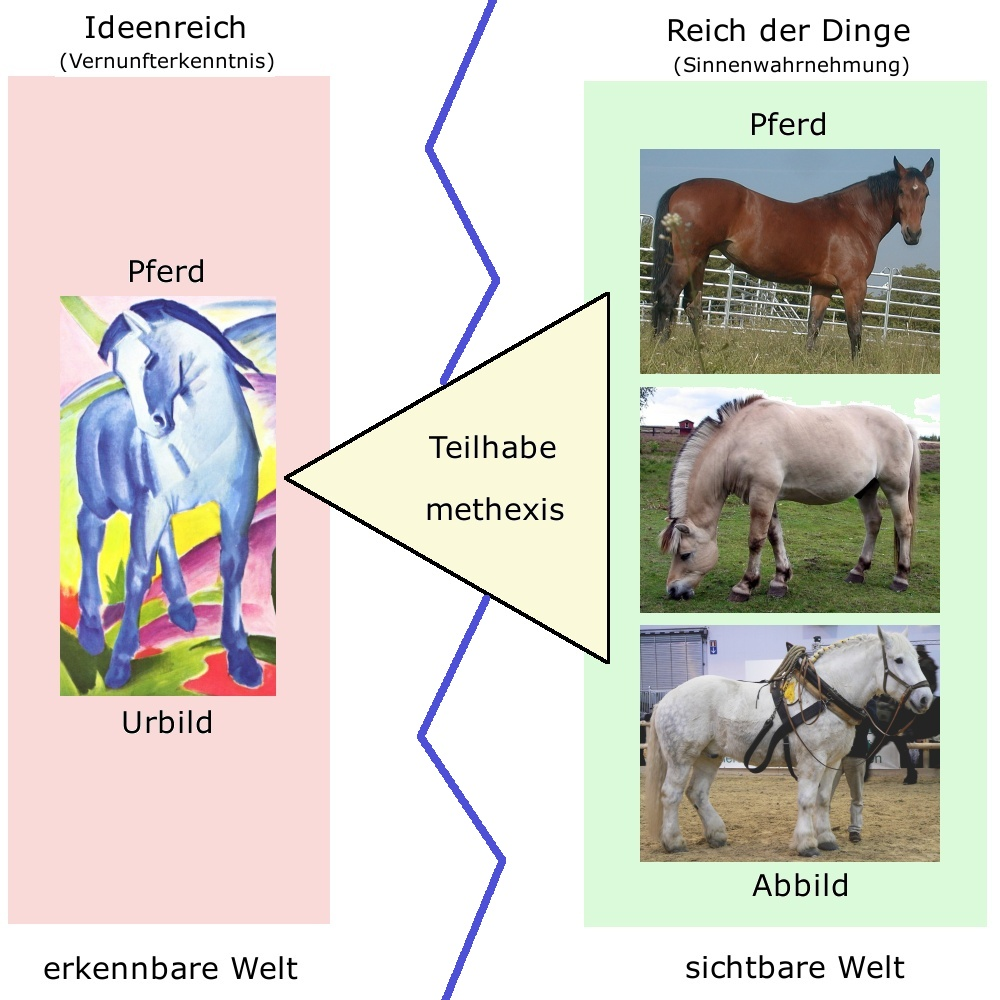
Schaubild zur Ideenlehre Platons: Die Dinge sind durch „Teilhabe“ mit den entsprechenden Ideen verbunden.

Mittelpunkt der Philosophie Platons ist die Idee (idea). In den Platonischen Dialogen fragt Sokrates nach dem, was gerecht, tapfer, fromm, gut usw. ist. Die Beantwortung dieser Fragen setzt die Existenz der Ideen, die in den Allgemeinbegriffen ausgedrückt werden, voraus. Die Idee ist das, was in allen Gegenständen oder Handlungen dasselbe bleibt, so sehr sich diese auch voneinander unterscheiden mögen. Sie ist die Form (eidos) oder das Wesen (usia) der Dinge. Die Ideen werden bei Platon durch eine Art geistiger „Schau“ (theoria) erkannt. Diese Schau erfolgt im Dialog, der die Kunst der richtigen Gesprächsführung (Dialektik) voraussetzt. Sie ist eine „Wiedererinnerung“ (anamnesis) der unsterblichen Seele an die vorgeburtlich geschauten Ideen.
Die Ideen sind das „Urbild“ (paradeigma) aller Dinge. Sie sind den Einzeldingen vorgeordnet, die an ihnen nur teilhaben (methexis). Nur sie sind im wahren Sinn des Wortes seiend. Die sichtbaren Einzeldinge stellen nur mehr oder minder vollkommene Abbilder der Ideen dar. Ihr Ort ist zwischen Sein und Nicht-Sein.
Die höchste Idee ist bei Platon die Idee des Guten. Sie ist das Prinzip aller anderen Ideen und gehört einer höheren Ordnung an. Zugleich ist sie letztes Ziel und Sinn allen menschlichen Handelns. Nicht allein die Tugenden, sondern das Wesen von allem wird erst durch das Gute erkannt. Denn nur wenn der Mensch weiß, wofür ein Ding „gut“, was also sein Ziel (telos) ist (vgl. auch Teleologie), ist er in der Lage, sein wahres „Wesen“ zu erkennen. Hier zeigt sich also der letztlich ethische Hintergrund der platonischen Metaphysik.
Platons Ideenlehre wurde in der Tradition häufig so verstanden, dass er eine separate Existenz der Ideen angenommen habe. Diese Zweiweltenlehre (Dualismus) führt im Mittelalter zum Universalienstreit.

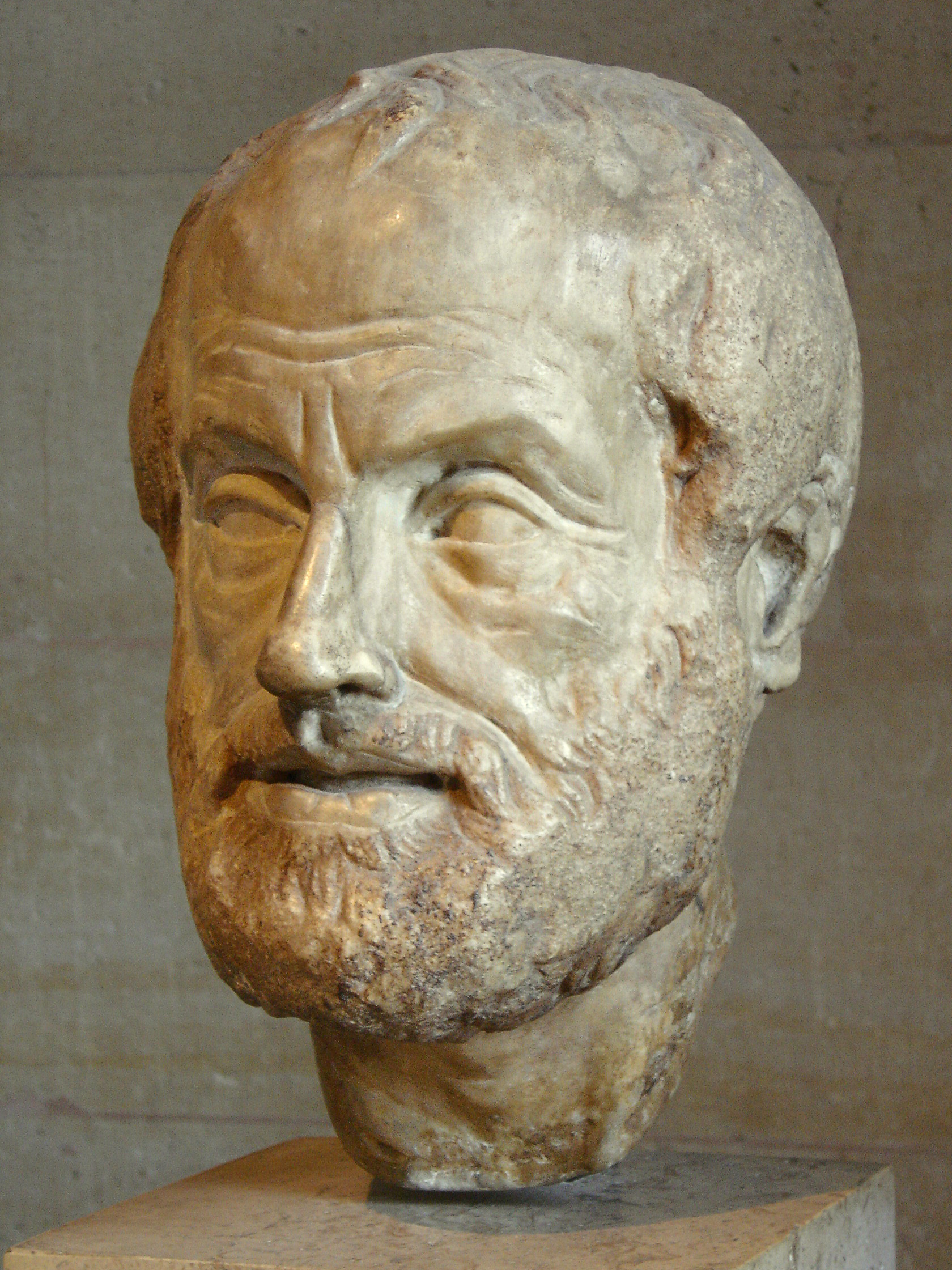
Lysipp, Büste des Aristoteles, Kopie aus der römischen Kaiserzeit (ca. 1./2. Jh.)

Für Aristoteles (384 v. Chr.–322 v. Chr.), der die Metaphysik als eigenständige Disziplin begründet, markiert diese den absoluten Anfang aller Philosophie, die allen einzelwissenschaftlichen Fragestellungen vorangeht. Deren Forschungen beschäftigen sich jeweils nur mit bestimmten Teilgebieten oder Aspekten der Wirklichkeit bzw. des Seienden, nicht aber mit den zugrundeliegenden Voraussetzungen dieser Wirklichkeit bzw. des Seienden. Weil in ihr die Grundgesetze der theoretisch thematisierten Wirklichkeit untersucht werden, nennt Aristoteles die Metaphysik auch „Erste Philosophie“ (Philosophia prima), die der Secunda philosophia („Zweite Philosophie“), nämlich der Untersuchung der Natur („Physik“) vorausgeht.
Die aristotelische Metaphysik ist Wissenschaft vom Wesen des Seienden wie den ersten Gründen des Seins. Sie versucht das, was ist, begrifflich zu bestimmen, d. h. sie reflektiert die begrifflichen Strukturen der Wirklichkeit und ihrer Erfassung – auch in Hinblick auf die Erfahrungswissenschaften. Aristoteles unternimmt den Versuch, mit Hilfe allgemeingültiger logischer Prinzipien wie dem Satz vom Widerspruch oder dem Satz vom ausgeschlossenen Dritten die Philosophie auf sicherem Boden zu begründen.
Die Klärung der ontologischen Grundlagen ist zugleich die Suche nach der Einheit und All-Einheit des Seienden als Grund aller Wirklichkeit. Als alleinige Ursache allen Seins sieht Aristoteles Gott an. Die Metaphysik geht also zwangsläufig zusammen mit der philosophischen bzw. natürlichen Theologie. Zusammen mit einigen Platonischen Dialogen, deren idealistische Ansätze Aristoteles verwandelnd aufnimmt, blieb die Metaphysik des Aristoteles bis heute das Grundbuch der Metaphysik, das die metaphysische Fachterminologie (s. o.) geformt hat (siehe auch Aristotelismus).
Da Philosophen früherer Zeiten oftmals Universalgelehrte waren, finden sich unter den Schriften des Aristoteles sowohl Schriften metaphysischen Inhalts als auch Abhandlungen über Botanik und Zoologie etc. Eine vollständige Trennung von Metaphysik und Naturwissenschaften wird sich erst in der Renaissance durchsetzen. Für die Gelehrten der Antike war es nur konsequent, sich sowohl mit den erfahrbaren Dingen zu beschäftigen, als auch Fragen nach dem letzten (bzw. ersten) Grund für diese Dinge zu stellen. Aus der Beschäftigung mit den konkreten Erscheinungen entstanden die Naturwissenschaften, die sich mit den Verhältnissen der Dinge (des Seienden) befassen und deren Zustände und Wechselwirkungen innerhalb der von Menschen erkennbaren Natur beschreiben.

### Mittelalter

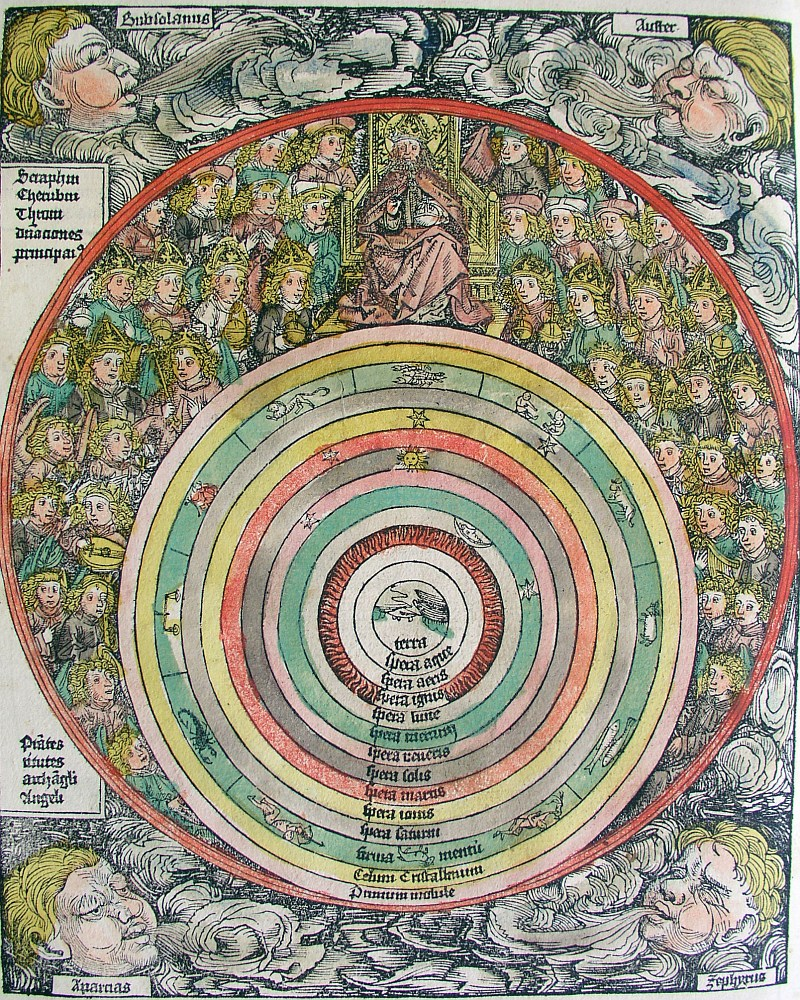
Mittelalterliche Kosmologie aus der Schedelschen Weltchronik (um 1493)

Im Mittelalter wird die Metaphysik als die „Königin der Wissenschaften“ (Thomas von Aquin) betrachtet. Sie steht vor der Aufgabe, die antike Überlieferung mit den Vorgaben der christlichen Lehre zu vereinen. Vorbereitet durch den spätantiken Neuplatonismus versucht sie, das „wahre Sein“ und Gott spekulativ, d. h. mit Hilfe der reinen Vernunft zu erkennen.
Zentrale Themen der mittelalterlichen Metaphysik sind die Unterschiede zwischen dem göttlichen und dem weltlichen Sein (Analogia entis), die Lehre von den Transzendentalien und die Gottesbeweise. Gott ist der unzweifelhafte, absolute Grund der Welt. Er hat diese aus dem Nichts geschöpft (creatio ex nihilo) und in ihrer Ordnung „nach Maß und Zahl“ (Weish 11,20 ) gefügt. Beeinflusst von der antiken platonischen Philosophie manifestiert sich Metaphysik als eine Art 'Dualismus' von „Diesseits“ und „Jenseits“, von „bloßer sinnlicher Wahrnehmung“ und „reinem Denken als vernünftigem Erkennen“, von innerweltlicher „Immanenz“ und außerweltlicher „Transzendenz“.
Eine Grundfrage der mittelalterlichen – wie der gesamten Metaphysik – ist es, wie es der menschlichen Rationalität überhaupt möglich sein kann, an den ewigen und absoluten göttlichen Wahrheiten Anteil zu haben. Die pauschale Leugnung dieser Möglichkeit ist jedoch ebenso widersprüchlich wie eine radikale Metaphysik-Ablehnung (siehe unten).

### Beginn der Neuzeit
Mit Beginn der Neuzeit, die den Beginn des Niedergangs der traditionellen ontologisch-theologischen Metaphysik markiert, wird der Mensch zum alleinigen Maßstab der Philosophie (Subjektivismus): René Descartes (1596–1650) verfolgt als erster den methodischen Ansatz, die Metaphysik in das Subjekt „hineinzuholen“ und sie auf reiner, von empirischer Erfahrung freier, subjektiver Gewissheit zu gründen. Er nahm an, dass der Mensch angeborene Ideen (ideae innatae) von Phänomenen wie „Gott“ oder der „Seele“ besitze, die von höchster, unhinterfragbarer Klarheit bzw. Evidenz sind. Der Empirismus (John Locke, David Hume (1711–1776)), der sie mit „Greifen wir irgend einen Band heraus, etwa über Gotteslehre oder Schulmetaphysik, so sollten wir fragen: Enthält er irgend einen abstrakten Gedankengang über Größe und Zahl? Nein. Enthält er irgend einen auf Erfahrung gestützten Gedankengang über Tatsachen und Dasein? Nein. Nun so werft ihn ins Feuer, denn er kann nichts als Blendwerk und Täuschung enthalten“ verteufelte, hingegen bestritt die Existenz solcher angeborener Ideen als Grundlage der Wirklichkeitserkenntnis und stand damit naturgemäß der Metaphysik skeptisch gegenüber.
Das erste Buch der Neuzeit, das sich eigens mit der Metaphysik beschäftigte, war die Disputationes metaphysicae (1597) des Francisco Suárez. Hieran schloss die scholastische Schulmetaphysik an, die durch die Verbindung mit der Lehre Descartes von Christian Wolff (1679–1754) zu einer abschließenden Synthese gebracht wurde, und die Kant – teilweise fälschlich – für „die klassische Form der Metaphysik“ hielt.
Gleichzeitig wird sie den Zeitgenossen aber auch immer fragwürdiger: Metaphysik wird als „dunkel“, „dogmatisch“ und „nutzlos“ empfunden; Johann Georg Walch bezeichnet sie gar als „philosophisches Lexikon dunkler Kunstwörter, das nicht den geringsten Nutzen schafft“.

## Immanuel Kants Kritizismus

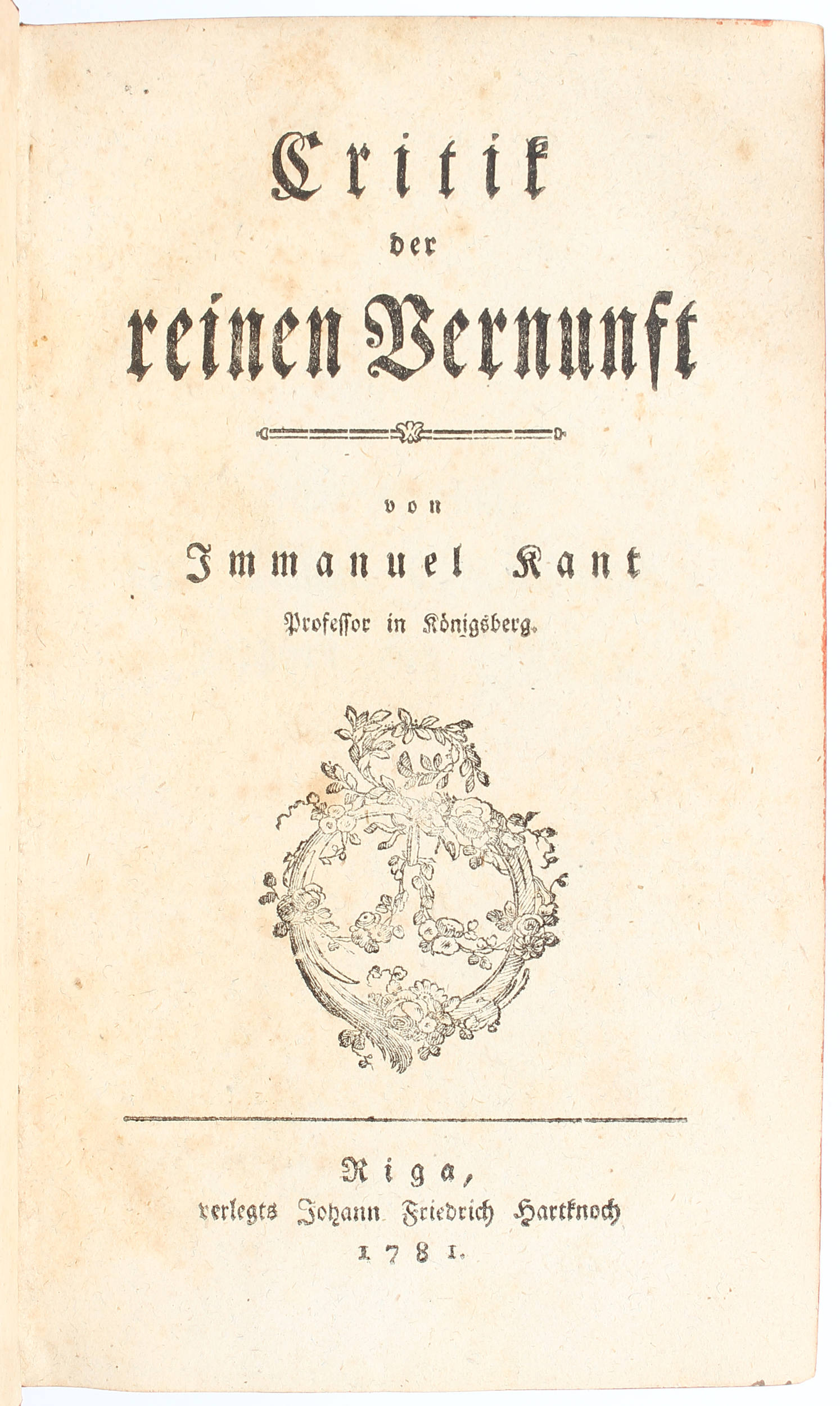
Immanuel Kant, Kritik der reinen Vernunft, Titelblatt der Ausgabe von 1781

Kant bedeutet auch für die Metaphysik eine „kopernikanische Wende“. Die klassische Metaphysik erscheint ihm nurmehr als eine „Worthülse“ – andererseits fühlt er sich dennoch ihrem universalen Anspruch verpflichtet. Er will eine Metaphysik begründen, „die als Wissenschaft wird auftreten können“. Dazu muss er untersuchen, ob und wie Metaphysik überhaupt möglich ist. Kants Ansatz nach sind die letzten Fragen und das allgemeine Gefüge der Wirklichkeit mit im Subjekt liegenden Bedingungen untrennbar verknüpft. Dies bedeutet für ihn, die Fundamente und Strukturen der menschlichen Erkenntnis systematisch zu beschreiben und die Grenzen ihrer Reichweite zu bestimmen, insbesondere zwischen möglichen und illegitimen Erkenntnisansprüchen zu unterscheiden (Kritizismus). Diese Analyse legt Kant mit seiner Kritik der reinen Vernunft (1781/87) vor. Entscheidend ist dabei die epistemologische Vorgabe, dass dem Menschen die Wirklichkeit prinzipiell nur so erscheint, wie dies durch die besondere Struktur seiner Erkenntnisvermögen bedingt ist. Ein Erkenntniszugriff auf „Dinge an sich“ unabhängig von diesen Erkenntnisbedingungen ist daher unmöglich.
Erkenntnis setzt für Kant Denken und Anschauung voraus. Metaphysische Gegenstände wie „Gott“, „Seele“ oder ein „Weltganzes“ sind aber nicht anschaulich gegeben. Die traditionelle Metaphysik sei daher undurchführbar. Sie müsste eine „geistige Anschauung“ voraussetzen, ein Erkenntnisvermögen, das ohne sinnliche Anschauung Zugriff auf ideelle Gegenstände hätte. Da wir ein solches Vermögen nicht besitzen, ist die traditionelle Metaphysik bloß spekulativ-konstruktiv. Kants Auffassung nach ist es beispielsweise prinzipiell nicht möglich, zu einer rationalen Entscheidung der zentralen Fragen zu kommen, ob es einen Gott, eine Freiheit des Willens, eine unsterbliche Seele gibt. Sein Fazit lautet:

„Die menschliche Vernunft hat das besondere Schicksal in einer Gattung ihrer Erkenntnisse: dass sie durch Fragen belästigt wird, die sie nicht abweisen kann; denn sie sind ihr durch die Natur der Vernunft selbst aufgegeben, die sie aber auch nicht beantworten kann; denn sie übersteigen alles Vermögen der menschlichen Vernunft.“

Ausgehend vom praktisch-sittlichen Handeln versucht Kant in der Kritik der praktischen Vernunft eine Neubegründung der Metaphysik. Die praktische Vernunft stelle notwendig „Postulate“ auf, deren Erfüllung die Voraussetzung sittlichen Handelns darstellt:
1. Die Freiheit des Willens muss gefordert werden, da ein sittliches Gesetz keinen Sinn hat, wenn es nicht zugleich die Freiheit dessen gibt, der das Gesetz erfüllen soll.
2. Die Unsterblichkeit der Seele ist notwendig, weil sich der konkrete Mensch in seiner natürlichen, nach Glückseligkeit suchenden Existenz dem moralischen Gesetz nur „in einem ins Unendliche gehenden Progressus“ annähern kann; diese Annäherung behält aber nur unter der Voraussetzung Sinn, dass der Tod sie nicht wertlos macht, sondern ihr „über das Leben hinaus“ Bedeutung verleiht.
3. Nur durch die Existenz Gottes aber ist garantiert, dass Natur und Sittengesetz letztlich miteinander versöhnt werden. Gott ist nur vorstellbar als ein Wesen, das sowohl die „von der Natur unterschiedene Ursache der gesamten Natur“ als auch eine aus „moralischer Gesinnung“ handelnde „Intelligenz“ ist.

### Der Deutsche Idealismus
Von Kant (der sich davon distanzierte und gegen ihre Anfreundungsversuche wehrte) geht die Bewegung des Deutschen Idealismus aus, den einige als Höhepunkt in der Entwicklung metaphysischer Systeme ansehen, was spekulatives und systematisches Denken angeht. Diese Denkrichtung – vor allem durch Fichte, Schelling und Hegel repräsentiert – betrachtet die Wirklichkeit als geistiges Geschehen, in dem das reale in das ideale Sein „aufgehoben“ wird.
Der Deutsche Idealismus übernimmt die transzendentale Wende Kants, d. h., statt Metaphysik als das Streben nach objektiver Erkenntnis zu verstehen, beschäftigt er sich mit den subjektiven Bedingungen ihrer Möglichkeit, also inwieweit der Mensch aufgrund seiner Verfasstheit zu solchen Einsichten überhaupt in der Lage ist. Er versucht aber, die Selbstbeschränkung der Erkenntnis auf mögliche Erfahrung und bloße Erscheinung zu überwinden und zu einem Punkt zurückzugelangen, an dem metaphysische Aussagen wieder absolute Geltung beanspruchen können: „absolutes Wissen“, wie es von Fichte bis Hegel heißt. Wenn nämlich – wie Kant meinte – die Inhalte der Erkenntnis zwar nur bezogen auf das Subjekt gelten, dieser Bezugspunkt aber nun selbst absolut ist – ein „absolutes Subjekt“ – dann habe die darauf bezogene (für das absolute Subjekt gültige) Erkenntnis ebenfalls absolute Geltung. Von diesem Ausgangspunkt aus glaubt der Deutsche Idealismus, den empirischen Gegensatz von Subjekt und Objekt (Subjekt-Objekt-Spaltung) übersteigen zu können, um das Absolute in den Griff zu bekommen.

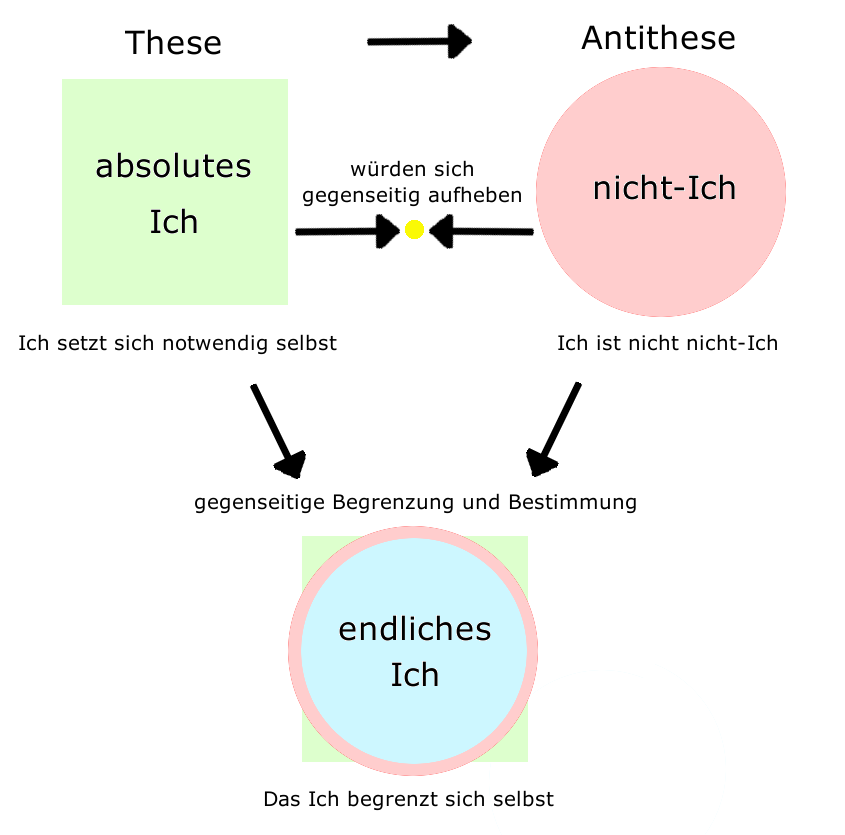
Verhältnis von „absolutem Ich“, „Nicht-Ich“ und „Ich“ bei Fichte

Für Johann Gottlieb Fichte (1762–1814) ist das Absolute das „absolute Ich“ oder das absolute Subjekt. Dieses ist wesentlich durch seine Aktivität gekennzeichnet, der „Tathandlung“, in der Selbst- und Gegenstandsbewusstsein zusammenfallen. Fichte geht so weit, vom „Ich an sich“ zu sprechen. Der dem Ich entgegengesetzte Gegenstand wird bei ihm zum bloßen „Nicht-Ich“.
Friedrich Wilhelm Joseph Schelling (1775–1854) wendet dagegen ein, dass damit die Subjekt-Objekt-Zweiheit nicht wirklich überstiegen wird, sondern das Absolute in den einen Pol des Gegensatzes, die Subjektivität, zurückfällt. Das Absolute werde als bloß ich-hafte, subjektive Größe aufgefasst, ihre Objektivität dagegen als bloßes Nicht-Ich annulliert. Das Objekt müsse als gleichwertiger Gegenpol des Subjekts verstanden und die Subjekt-Objekt-Zweiheit noch radikaler überstiegen werden. Dies führt Schelling zur „absoluten Identität“, die vor aller Differenz, auch vor der ersten und höchsten Differenz des Bewusstseins zwischen Subjekt und Objekt, „absolute Indifferenz“ ist, weder Subjekt noch Objekt oder beides zugleich in absoluter, noch undifferenzierter Einheit (vgl. Coincidentia oppositorum).
Dagegen wendet Georg Wilhelm Friedrich Hegel (1770–1831) ein, dass aus reiner und absoluter Identität keinerlei Differenz entspringen oder begriffen werden könne (diese Identität sei „die Nacht, in der alle Kühe schwarz sind“): Die Wirklichkeit in ihrer Vielgestaltigkeit sei damit also nicht erklärbar. Die „Identität des Absoluten“ müsse daher so gedacht werden, dass diese schon ursprünglich sowohl die Möglichkeit als auch die Notwendigkeit einer Differenzierung in sich birgt. Das heißt, dass sich das Absolute selbst in seiner Identität durch die Setzung und Aufhebung nicht identischer Momente realisiere. Der „absoluten Identität“ Schellings setzt Hegel die dialektische Identität entgegen: die „Identität der Identität und der Nicht-Identität“. Von diesem Ausgangspunkt entwickelt er in der Wissenschaft der Logik das wohl letzte große System der abendländischen Metaphysik.

### Der Bruch mit der Metaphysik

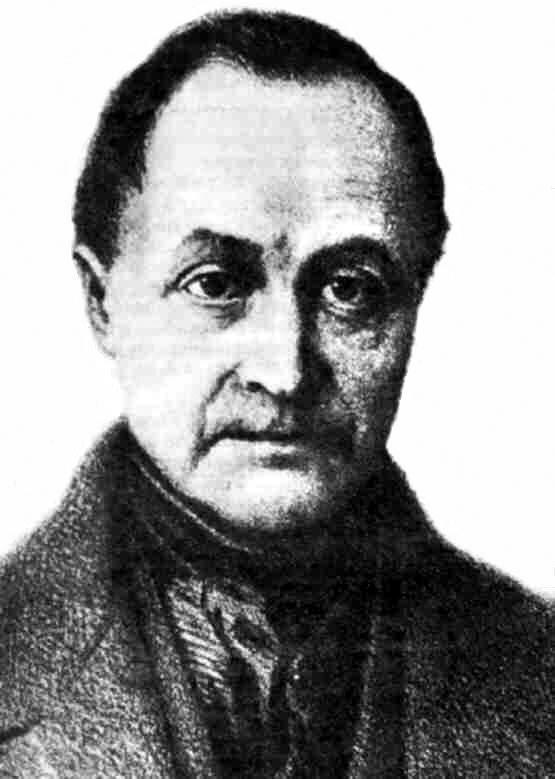
Auguste Comte (1798–1857)

Ab der Mitte des 19. Jahrhunderts tritt eine starke Ernüchterung gegenüber der Metaphysik ein. Das Wort vom „Zusammenbruch der metaphysischen Systeme“ macht die Runde und führt zum Aufkommen positivistischer Strömungen. Als Aufgabe des menschlichen Geistes wird nun die Beherrschung und Berechnung der Wirklichkeit gesehen, nicht mehr die Frage nach ihrem Sinn. Die Naturwissenschaften insgesamt übernehmen nun vorläufig die Rolle der Grundlagenwissenschaften. Diese sehen in der Metaphysik nur die falschen Fragen gestellt oder reine Scheinprobleme behandelt und fordern die Abdankung einer Disziplin, die in ihrem angeblich „vorwissenschaftlichen Fragen“ (Auguste Comte) nach dem Wesen und Sinn der Dinge nur die Wirklichkeit „verfälscht“. Die Umgestaltung der Philosophie zu einer reinen Erkenntnis- und Wissenschaftstheorie unter Aufgabe ihres metaphysischen Charakters hat dann in der Folge zu der absehbaren Instrumentalisierung der ehemaligen Universalwissenschaft durch die Einzelwissenschaften geführt. Die Metaphysik sollte nun nur noch „Weltanschauungen“ entwerfen, die ein „allgemeines Bedürfnis“ nach Sinn und Orientierung befriedigen sollen.

## Metaphysik im 20. Jahrhundert
Wegen ihrer vermeintlich unklaren Zielsetzung, komplizierten Begriffsbildungen und Mangel an intersubjektiv überprüfbarem Erfahrungsbezug wurde die Metaphysik auch im 20. Jahrhundert oft kritisiert. Dabei wurde sie insbesondere aus dem Lager der sprachanalytischen Philosophie, des Logischen Empirismus sowie der Wissenschaftstheorie angegriffen.
Vor allem der Positivismus warf der Metaphysik immer wieder vor, dass sie ihre (sprachlichen) Grundlagen nicht reflektiere und als Theorien ausgebe, was nur „Gefühle“ seien. „Metaphysiker sind Musiker ohne musikalische Fähigkeit“ sagt Rudolf Carnap (1891–1970). Für Ludwig Wittgenstein (1889–1951) ist Philosophie ein „Kampf gegen die Verhexung des Verstandes durch die Mittel unserer Sprache“. Sie sei am Ziel, wenn sie sich selbst aufgehoben hat. Selbst von seinem Tractatus Logico-Philosophicus, der naturgemäß metaphysischen Charakter hat, distanziert er sich noch zum Schluss mit den Worten „Meine Sätze erläutern dadurch, dass sie der, welcher mich versteht, am Ende als unsinnig erkennt“. Karl Popper (1902–1994), der den Positivismus kritisierte, wandte sich auch gegen dessen feindschaftliches Verhältnis zur Metaphysik. Er sprach der Metaphysik jedoch nicht die Funktion eines sicheren Fundamentes zur Begründung des Wissens zu, sondern die Funktion metaphysischer Forschungsprogramme, die Anstoß für die Entwicklung wissenschaftlicher Theorien geben. Diese Theorien enthalten dann die metaphysische Idee als logische Konsequenz, sind jedoch als Ganzes empirisch. Aus dieser Sicht ist Metaphysik keine erkenntnistheoretische Voraussetzung der Wissenschaft, sondern eine Konsequenz ihrer spekulativen Theorien. Gerhard Vollmer, der den umgekehrten Standpunkt vertrat, schwächte die Forderungen der Positivisten nach einer „metaphysikfreien Wissenschaft“ ab zu einer „Minimalen Metaphysik“, die nur noch logische Voraussetzungen des wissenschaftlichen Erkenntnisprozesses enthält, die selbst wissenschaftlich nicht beweisbar sind, z. B. die Einheitlichkeit der Welt.
Andererseits gab es aber im 20. Jahrhundert auch neue Zugangsversuche zur klassischen Metaphysik. Die Phänomenologie Edmund Husserls (1859–1938) orientierte sich am Begründungsideal der Ersten Philosophie. Bei Martin Heidegger (1889–1976) kam es ebenso zu einer Aufwertung der Ontologie, als er eine völlig verwandelte Seinstheorie vorlegte. Seine Fundamentalontologie, die sich der existenzialen Analytik des menschlichen Daseins verschrieben hatte, stellte einen für die Moderne radikal neuen Ansatz dar. Nicolai Hartmann (1882–1950) („kategorialanalytische Schichtontologie“) und Alfred North Whitehead (1861–1947) haben ebenfalls beachtliche Neuentwürfe gewagt. In den letzten dreißig Jahren finden sich Versuche im angelsächsischen Raum, Metaphysik zu formalisieren und zu axiomatisieren, etwa bei E. N. Zalta.

## Wichtige Ansätze
Fast alle Philosophen thematisieren in ihrem Werk ontologische Fragestellungen. Dies gilt für neuzeitliche Denker wie die Existentialisten (z. B. Jean-Paul Sartre) ebenso wie für phänomenologische Denker wie Edmund Husserl, Martin Heidegger oder zahlreiche analytische Philosophen wie Willard Van Orman Quine und Peter Frederick Strawson, für antike Denker wie Platon, Aristoteles und Plotin oder Denker des Mittelalters wie zum Beispiel Thomas von Aquin.

### Parmenides
Parmenides war einer der ersten, der eine ontologische Charakterisierung der grundsätzlichen Natur des Seins vornahm. Im Prolog oder Proömium seines Lehrgedichts Von der Natur beschreibt er, dass von nichts nichts kommt, und deshalb das Sein ewig ist. Daher sind unsere Meinungen über die Wahrheit oft falsch und trügerisch. Zwei Wege führen nach den Weisungen der Göttin zum Ziel: der Weg der Wahrheit und der Weg der Meinungen. Der erste stimmt mit der Einheit überein, der zweite mit der Vielheit. Er ist nur äußerer Schein. Denken setzt Sein voraus. Vieles in der westlichen Philosophie und Wissenschaft – einschließlich der grundlegenden Konzepte der Falsifizierbarkeit und des Energieerhaltungssatzes – sind aus dieser Ansicht hervorgegangen. Diese Wissenschaft postuliert, dass Sein das ist, was durch das Denken begriffen, erstellt oder besessen werden kann. Nach Parmenides kann es weder Leere noch Vakuum geben, und wahre Wirklichkeit kann weder entstehen noch vergehen. Vielmehr ist die Gesamtheit des Seienden ewig, einzig, gleichmäßig und unveränderlich, unbeweglich, wenn auch nicht unendlich. Parmenides postuliert daher, dass der Wandel, wie er in der alltäglichen Erfahrung wahrgenommen wird, nur eine Illusion ist. Hierin stimmt er mit seinem Schüler Zenon von Elea überein, dem das Schildkrötenparadox zugeschrieben wird. Alles, was erfasst werden kann, ist nur Teil einer umfassenden Einheit. Diese Idee antizipiert das moderne Konzept einer letzten großen vereinheitlichenden Theorie, welche die gesamte Existenz im Sinne einer miteinander verbundenen sub-atomaren Wirklichkeit erklärt, die uneingeschränkt gilt.

### Thomas von Aquin
Der Begriff des Seins bei Thomas von Aquin lässt sich folgendermaßen darstellen: Ein Kernelement der thomistischen Ontologie ist die Lehre von der analogia entis. Sie besagt, dass der Begriff des Seins nicht eindeutig, sondern analog ist, also das Wort „Sein“ einen unterschiedlichen Sinn besitzt, je nachdem, auf welche Gegenstände es bezogen wird. Demnach hat alles, was ist, das Sein und ist durch das Sein, aber es hat das Sein in verschiedener Weise. In höchster und eigentlicher Weise kommt es nur Gott zu: allein er ist Sein. Alles andere Sein hat nur Teil am Sein und zwar entsprechend seinem Wesen. In allen geschaffenen Dingen muss also Wesen (essentia) und Existenz (existentia) unterschieden werden; einzig bei Gott fallen diese zusammen.

Schema der Ontologie des Thomas von Aquin

Auch die Unterscheidung von Substanz und Akzidenz ist für das System des Thomas bedeutend. Hierzu heißt es: Accidentis esse est inesse, also „Für ein Akzidenz bedeutet zu sein, an etwas zu sein“. In die gleiche Richtung geht sein Accidens non est ens sed entis, also „Ein Akzidenz ist kein Seiendes, sondern ein zu etwas Seiendem Gehörendes“.
Eine weitere wichtige Unterscheidung ist die von Materie und Form. Einzeldinge entstehen dadurch, dass die Materie durch die Form bestimmt wird (siehe Hylemorphismus). Die Grundformen Raum und Zeit haften untrennbar an der Materie. Die höchste Form ist Gott als Verursacher (causa efficiens) und als Endzweck (causa finalis) der Welt. Die ungeformte Urmaterie, das heißt der erste Stoff, ist die materia prima.
Um die mit dem Werden der Dinge zusammenhängenden Probleme zu lösen, greift Thomas auf die von Aristoteles geprägten Begriffe Akt und Potenz zurück. Weil es in Gott keine (substanzielle) Veränderung gibt, ist er actus purus, also „reine Wirklichkeit“.

### Georg Wilhelm Friedrich Hegel
Georg Wilhelm Friedrich Hegel geht davon aus, dass im Erkenntnisprozess das Denken in der Beziehung zum Gegenstand erst seine Bestimmung erfährt und steht damit im Gegensatz zu Immanuel Kant, der das Denken unabhängig vom Erkenntnisgegenstand sieht. Denken und Gegenstand sind damit nicht mehr eigenständige Entitäten. In diesem Sinne verbindet Hegel die realistische und konstruktivistische Ontologie.

### Edmund Husserl
Edmund Husserl spricht in seinen Ideen zu einer reinen Phänomenologie und phänomenologischen Philosophie (auch Ideen I) von Noesis und Noema als Grundmomenten der Gegenstandskonstitution und somit als Grenze des Sagbaren (siehe auch Ludwig Wittgenstein). So ist z. B. das Noema der Wahrnehmung eines Baumes das „Baumwahrgenommene“. Dieses unterscheidet sich aber nun fundamental von dem Baum, der z. B. verbrennen kann, während die Baumwahrnehmung das nicht kann, da sie keine realen Eigenschaften besitzt. Allerdings besitzt die Baumwahrnehmung ihre eigene gegenständliche Sinnhaftigkeit: z. B. können Bäume wachsen, sind anzufassen etc. Der Baum wird also als etwas aufgefasst, das so und so strukturiert ist. Dass wir etwas als etwas vermeinen, ist der zentrale Gedanken Husserls, die sogenannte Intentionalität.
Der Stoff (griech.: hyle) unserer Wahrnehmung wird erst durch den intentionalen Akt als z. B. real, phantasiert, geträumt usw. gemeint. Was bedeutet, wir legen der Hyle einen Sinn bei. Nun bekommen nach Husserl z. B. die Gegenstände der Biologie ebenfalls einen Sinn beigelegt, z. B. „bewegt sich von selbst und reproduziert sich“. Die dahinter stehende Sinnhaftigkeit ist die sogenannte materiale Ontologie, die Husserl auch als regionale Ontologie bezeichnet. Nach Husserl sind diese regionalen Ontologien die Grundlage für die Wissenschaften, konstituieren sie doch erst den Gegenstandssinn der Themen der einzelnen Wissenschaften.

### Nicolai Hartmann
Hartmann versucht einen Neubeginn der Ontologie durch eine strenge empirische Grundlage. Damit lehnt er die Ontologie als Wesenlehre (s. Husserl) ab und verzichtet auf jeden metaphysischen Anspruch. Im Gegensatz zur traditionellen Ontologie, die in der essentia die formgebende Kraft der Dinge sah, nimmt er das empirische Wissen als Grundlage, das gewissermaßen der Wirklichkeit die Strukturen abliest. Hartmann vertritt hiermit eine realistische Position. Es geht um das Erfassen von etwas, was vor und unabhängig einer Erkenntnis besteht. Hartmann unterscheidet zwei Seinsweisen: das reale Sein und das ideale Sein. Das reale Sein ist dabei wiederum in vier Seinsschichten oder Stufen geteilt: das Psychisch-materielle, das Organische, das Seelische und das Geistige, die nicht auf eine der niedrigeren Stufen zurückgeführt werden können. Ideales Sein sind bei Hartmann z. B. mathematische Formen und ethische Werte. Nicolai Hartmanns ontologisches Schichtenmodell gerät dabei an der Stelle in die Kritik, wo er von dem unintelligiblen Rest spricht. Gemeint ist damit die nicht zur völligen Aufklärung zu bringende Vielschichtigkeit der Welt. Damit aber versperrt er sich jeder möglichen monistischen Lösung.

### Martin Heidegger
Martin Heideggers Werk ist in großen Teilen bestimmt von der Frage nach dem Sinn von Sein, also der Frage nach dem, was wir meinen, wenn wir sagen „ich bin, es ist, etc“, insbesondere in seinem ersten Hauptwerk Sein und Zeit. Nach Heidegger ist die Frage nach dem „Sinn von Sein“ selbst in der Geschichte der Metaphysik in Vergessenheit geraten (Seinsvergessenheit). Zwar habe Aristoteles in seiner Metaphysik eine Kategorisierung der verschiedenen Seinsregionen des Seienden geliefert, indem er die unabhängige Substanz von der abhängigen Akzidenz unterscheidet, die Frage nach dem Sinn von Sein selbst habe er aber nicht gestellt. Hier sieht Heidegger die Ursache dafür, dass die Frage nach dem Sinn von Sein hinter die Frage nach dem Seienden gerückt ist. Diese Thematik durchzieht seiner Meinung nach die gesamte Philosophiegeschichte (siehe auch ontologische Differenz).
Dem setzt Heidegger nun seine Fundamentalontologie entgegen. Heideggers Ansatz soll diese Frage neu stellen. Um jedoch diese Frage zu stellen (so seine Analyse der Fragestruktur in Sein und Zeit), muss neben dem Gefragten und dem Erfragten noch ein Befragtes betrachtet werden. Das Befragte wird aber dahingehend ausgesucht, dass es auch die Antwort geben könnte. Das einzige Wesen aber, das diese Frage überhaupt stellen und beantworten kann, ist der Mensch, „dem Sein, dem es in seinem Sein um sein Sein selber geht“ (so in Sein und Zeit). Gegen den Vorwurf, es handele sich bei seinem Ansatz um eine Anthropologie, setzt sich Heidegger zur Wehr: ihm gehe es um eine Klärung des Sinns von Sein durch den Durchgang durch die Befragung des Menschen.
Heidegger wird diesen Vorwurf seinerseits Jean-Paul Sartre machen.

### Jean Paul Sartre
Jean-Paul Sartres Hauptwerk Das Sein und das Nichts hat den Untertitel „Versuch einer phänomenologischen Ontologie“. Der Untertitel zeigt den Anspruch des Werkes, Phänomenologie und Ontologie zu verbinden. Sartres Vorgehen ist dabei von einer „regressiven Analyse“ gekennzeichnet, die von der phänomenologischen Betrachtung einzelner Phänomene, z. B. Sprache, Angst, Freiheit etc. nach deren allgemeinen, ihnen zugrunde liegenden notwendigen Strukturen fragt: Was muss der Mensch sein, dass er Angst haben kann? Im Grunde ist die Betrachtung in Das Sein und das Nichts die Darstellung komplexer menschlicher Strukturen, als Ausdruck eines Seins, das einen besonderen Bezug zum Nichts hat, daher der Name des Werkes. Sartre unterscheidet hier zwischen dem menschlichen Sein, als einem Sein, das nicht ist, was es ist und das ist, was es nicht ist (für sich sein) und dem Sein, das ist, was es ist (an sich sein). Der beeindruckende Aspekt dieses Denkens für die anthropologische Betrachtung des Menschen liegt darin, dass Sartre den Menschen nicht als Komposition verschiedener Handlungen oder Eigenschaften denkt, sondern als eine Totalität: jede Handlung, jede Bewegung ist Ausdruck eines Gesamten, führt auf ein Ganzes zurück und enthüllt die Totalität des Seins des Einzelnen.

### Ernst Bloch
Ausgehend von der Prozesshaftigkeit der Materie (vgl. auch Hegel) hat der marxistische Philosoph Ernst Bloch eine Ontologie des Noch-Nicht-Seins entwickelt. Das Sein ist bei ihm die Erfüllung des Wesens des Seienden, sein Zu-Sich-Selbst-Kommen, wobei dieses Selbst nicht vorher schon feststeht, sondern erst „herausprozessiert“ werden muss. Die Erfüllung einer Einheit des Seienden mit seinem inneren Wesen, seinem Sein, steht aber noch aus. Es ist nur indirekt als utopischer „Vor-schein“ und Tendenz in der Gegenwart anwesend und tritt als „Noch-Nicht-Bewusstes“ in Erscheinung. Sein ist also immer nur Noch-Nicht-Sein, das heißt stets auf eine Zukunft der Erfüllung hin gerichtet, die die Ursache des Werdens überhaupt ist. Materie ist „Materie nach vorwärts“, weil sie nach dem „vollen Sein“ drängt. Dieses volle Sein versteht Bloch stets geschichtlich und materialistisch als „Goldenes Zeitalter“, das im weitesten Sinne ein kommunistisches Zeitalter ist.

### Analytische Ontologie

Meistens gleich

Fragen der Ontologie werden auch von analytisch geschulten Philosophen behandelt. In der Anfangsphase der analytischen Ontologie wurde dabei zumeist der Ansatz verfolgt, allgemeine Strukturen der Wirklichkeit mittels Sprachanalyse zu erfassen. In den letzten Jahrzehnten verfolgt die analytische Ontologie alle Fragen, die direkt mit Strukturen und allgemeinen Eigenschaften von Wirklichkeit zusammenhängen, ohne an bestimmte Einschränkungen wie diejenige sprachanalytischer Methodik gebunden zu sein. Die Themen neuerer analytischer Ontologie schließen weitgehend die klassischen Themen ein. Zu ihnen zählen unter anderem die grundlegenden Kategorien, also solche allgemeine Begriffe wie Ding, Eigenschaft oder Ereignis; ferner Begriffe wie Teil und Ganzes oder (un)abhängig, die Attribute bestimmter Entitäten sind. Dabei wird beispielsweise diskutiert, wie sich die verschiedenen Kategorien zueinander verhalten und ob sich eine Kategorie als fundamentale auszeichnen lässt. Sind einzelne Dinge etwa bloße Bündel von Eigenschaften? Kann es allgemeine Ideen oder Eigenschaften (Universalien) geben, die unabhängig von Dingen existieren? Braucht man eine eigene Kategorie des Ereignisses?
Auch in der analytischen Philosophie wird die Ontologie der Erkenntnistheorie (Epistemologie) entgegengestellt. Dies ermöglicht unter anderem, ontologische Fragen zu klären, ohne eine Vorentscheidung darüber zu treffen, ob die Ontologie „die Welt“ beschreibt, wie sie „an sich“ ist, oder nur, wie sie uns erscheint bzw. in unseren Theorien beschrieben wird. Bisweilen wird eine strikte Trennung zwischen Ontologie und Epistemologie auch kritisiert.
Willard Van Orman Quine ist ein Vertreter der analytischen Tradition und hat sich besonders mit dem Problem der Frage nach den Identitätsbedingungen für Entitäten der verschiedenen Kategorien beschäftigt. Die Frage lautet: Wie sind die Exemplare A und B der Kategorie X miteinander identisch bzw. wann unterschiedlich? Quines Antwort hierauf ist der berühmte Ausspruch „No entity without identity“. Ausgedrückt wird hier die Ansicht, dass wenn man eine Entität annimmt, man auch sagen können muss, wann Exemplare dieser Art auch identisch sind.
Daneben führte Quine in seinem Aufsatz „Was es gibt“ den Begriff der „ontologischen Verpflichtung“ (ontological commitment) ein und prägte in diesem Zusammenhang den Slogan „Sein ist, der Wert einer gebundenen Variable zu sein“. Die ontologischen Verpflichtungen, die Behauptungen mit sich bringen, sind die Objekte, die angenommen werden müssen, wenn sie wahr sind. Nach Quine enthalten Aussagen der Alltagssprache jedoch gelegentlich eine irreführende Bezugnahme auf angebliche Entitäten. Deutlich wird dies bei der Aussage „Pegasus existiert nicht“. Pegasus muss hier, wie es scheint, in einem gewissen Sinne bereits existieren, damit ihm die Existenz abgesprochen werden kann. Die eigentlichen ontologischen Verpflichtungen erschließen sich nach Quine erst, wenn solche trügerischen Gegenstandsbezugnahmen durch eine Überführung in die „kanonische Notation“ der Prädikatenlogik getilgt worden sind.